# Черепаново (Чувашия)
Черепа́ново (чув. Туктамӑш) — деревня в Красночетайском районе Чувашской республики. Чувашское название — Туктамăш. Ранее также была известна под названием Деведёркасси.
Состоит из четырёх улиц — Центральная (Мăн урам), Малая (Пĕчĕк урам), Заводская (Çĕньял), Овражная (Çот урамĕ). Всего насчитывается около 500 домов. Население около 1000 человек.
Ранее функционировала школа восьмилетка, в настоящее время закрыта, все здания снесены. А также крытый ток с зерносушилкой, тремя зернохранилищами, здание конюшни, конторы, два овощехранилища, две водонапорные башни, пилорама, внутрихозяйственная бензозаправочная станция, автотракторный парк с кузницей, тёплым гаражом и ремонтными мастерскими, здания свиноводческого комплекс, здание хмелесушилки. От них в настоящее время тоже практически ничего не осталось. С юго-западной стороны деревни расположена газораспределительная станция, работает Дом Культуры, фельдшерский пункт, магазин Райпо и три частных магазина.

## Известные жители и уроженцы
- Григорьева, Дарья Никитична (1913—2001) — Герой Социалистического Труда.
- Кондратьев, Станислав Алексеевич — оперный певец, музыкальный педагог, профессор.